# On sourit pour la photo
Pour plus de détails, voir Fiche technique et Distribution.
On sourit pour la photo est un film français réalisé par François Uzan, sorti en 2022.

## Synopsis
Claire annonce à Thierry qu'elle veut divorcer car l'ennui s'est installé dans le couple. Thierry ne se résout pas à perdre sa femme. Il organise des vacances en Grèce avec leur 2 enfants, à l'identique de celles passées tous les 4 en 1998, avec l'espoir de reconquérir le cœur de Claire. Claire et les enfants, Karine et Antoine, acceptent à contrecœur. Ces vacances et une suite de malentendus et de prises de conscience, permettront-elles à cette famille de rentrer soudée ?

## Fiche technique
- Titre : On sourit pour la photo
- Réalisation : François Uzan
- Scénario : François Uzan
- Photographie : Philippe Guilbert
- Ingénieur du son : Jérôme Aghion
- Costumes : Marité Coutard
- Décors : Jérémie Duchier
- Lieux de tournage : Athènes et Égine en Grèce
- Société de production : Radar Films, Unagi productions, Orange Studio
- Société de distribution : UGC
- Pays d'origine :  France
- Genre : comédie
- Durée : 95 min.
- Date de sortie : 11 mai 2022

## Distribution
- Jacques Gamblin : Thierry Hamelin
- Pascale Arbillot : Claire Hamelin, épouse de Thierry
- Pablo Pauly : Antoine Hamelin, fils ainé de Thierry et de Claire
- Agnès Hurstel : Karine Hamelin, fille de Thierry et de Claire, avocate
- Ludovik : Christophe, compagnon de Karine

## Musique
Sauf indication contraire ou complémentaire, les informations mentionnées dans cette section proviennent du générique de fin de l'œuvre audiovisuelle présentée ici.
- Better Man par Ben Mazué.
- When I'm Next to You de Jeff Meegan et David Tobin.
- Super Powers de Chris Egan et Luke Richards.
- Dance All Night de Christopher Hollis.
- Walking on Sunshine par Katrina and the Waves (générique de fin).
- Proi Sti Acropolli de Chaz Kkoshi.
- I Will Survive par Hermes House Band.
- Se Thello de Chaz Kkoshi et Elizabeth Anastasiou.
- Hellenica de Christian Marsac.
- Easy Bossa de Christopher Ashmore.
- Nothing from Nothing par Billy Preston.
- House Bounce de Martin Felix Kaczmarski.
- Poios Eimai par Light.
- Gonna Be Alright de Erica Driscoll, Wally Gagel et Xandy Barry.
- Anamnisis par Tony Pinelli.
- That's Not My Name par The Ting Tings.
- Disco Flavour de Thomas B. Onderwater.
- Tutto va bene quando facciamo l'amore par Plaisir de France et Alex Rossi.
- Return My Love de Amir Aly, Henrik Lars Wikstrom et Sharon Vaughn.
- Tu m'oublieras.
- Maniac par Michael Sembello.
- Sway With Me de Nathalie Emmanuel Mclachlan Barnhill.
- Canon de Pachelbel de Johann Pachelbel.
- I Will Survive / Je Vais Survivre par Ben Mazué.
- (In The End) There's Only Love par Ewert & The Two Dragons.

## Accueil

### Box-office
Le jour de sa sortie, la comédie se classe en 5e position du box-office des nouveautés avec 8 373 entrées (dont 3 088 en AVP), pour 378 copies. Il est derrière The Duke (9 517) et devant Karnaval (4 442). Pour un budget de 4 970 000 euros, le retour sur investissement n'aura été que de 10% pour un nombre d'entrées en France de 75 230 spectateurs. 